# 圖爾亞 (里夫內州)
50°10′39″N 25°38′15″E / 50.17750°N 25.63750°E
圖爾亞（烏克蘭語：Тур'я），是烏克蘭西部的村落，隸屬羅夫諾州杜布諾區斯梅哈市鎮，距離克雷梅內茨約16公里，距離杜布諾約34公里，面積0.74平方公里，海拔高度234米，2001年人口334，人口密度每平方公里451.4人。